# Zygophyllum dichotomum
Zygophyllum dichotomum är en pockenholtsväxtart som beskrevs av Martin Heinrich Karl von Lichtenstein och Adelbert von Chamisso. Zygophyllum dichotomum ingår i släktet Zygophyllum och familjen pockenholtsväxter. Inga underarter finns listade i Catalogue of Life.